# Décès en août 2017

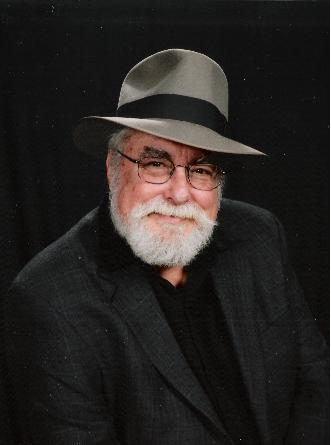
Jim Marrs en 2010, décédé en 2017

Décès
- 2013
- 2014
- 2015
- 2016
- 2017
- 2018
- 2019
- 2020
- 2021

Pour une information complémentaire, voir la page d'aide.

| Date     | Nom                           | Activités                                                                                                | Âge | Source |
| -------- | ----------------------------- | --- | --- | ------ |
| 1er août | Ana-Maria Avram               | Compositrice, pianiste, musicologue et chef d'orchestre roumaine.                                        | 55  | (en)   |
| 1er août | Patrick Bateson               | Biologiste britannique.                                                                                  | 79  | (en)   |
| 1er août | Jérôme Golmard                | Joueur de tennis français.                                                                               | 43  |        |
| 1er août | Jaroslav Konečný              | Joueur de handball tchécoslovaque, médaillé d'argent aux Jeux olympiques d'été de 1972.                  | 72  | (cs)   |
| 1er août | Shōgorō Nishimura             | Réalisateur japonais.                                                                                    | 87  | (ja)   |
| 2 août   | John Graham                   | Joueur de rugby à XV néo-zélandais.                                                                      | 82  | (en)   |
| 2 août   | Daniel Licht                  | Compositeur américain.                                                                                   | 60  |        |
| 2 août   | Jim Marrs                     | Essayiste et théoricien du complot américain.                                                            | 73  | (en)   |
| 2 août   | Ara Parseghian                | Joueur et entraîneur américain de football américain.                                                    | 94  |        |
| 2 août   | Ely Tacchella                 | Footballeur suisse.                                                                                      | 81  |        |
| 3 août   | Jacques Daoust                | Homme d'affaires, administrateur et homme politique canadien.                                            | 69  |        |
| 3 août   | Ty Hardin                     | Acteur américain.                                                                                        | 87  | (pt)   |
| 3 août   | Robert Hardy                  | Acteur britannique.                                                                                      | 91  |        |
| 3 août   | Dick Hemric                   | Basketteur américain.                                                                                    | 83  | (en)   |
| 3 août   | Laurent Lavigne               | Député, enseignant et agriculteur canadien.                                                              | 81  |        |
| 3 août   | Ángel Nieto                   | Pilote espagnol de vitesse moto.                                                                         | 70  |        |
| 4 août   | Lee Blakeley                  | Metteur en scène britannique.                                                                            | 45  | (en)   |
| 4 août   | Erling Brøndum                | Homme politique danois.                                                                                  | 87  | (da)   |
| 4 août   | Gert Hofbauer                 | Trompettiste autrichien.                                                                                 | 80  | (de)   |
| 4 août   | Alain Richard                 | Designer français.                                                                                       | 91  |        |
| 5 août   | Jean-Paul Curnier             | Philosophe et écrivain français.                                                                         | 66  |        |
| 5 août   | Victor Désy                   | Acteur canadien.                                                                                         | 85  |        |
| 5 août   | Adolf Köhnken                 | Philosophe allemand.                                                                                     | 79  | (de)   |
| 5 août   | Hélène Martini                | Directrice de théâtres française.                                                                        | 92  |        |
| 5 août   | Christian Millau              | Journaliste, écrivain et critique gastronomique français.                                                | 88  |        |
| 5 août   | Dionigi Tettamanzi            | Cardinal italien.                                                                                        | 83  |        |
| 5 août   | Mark White                    | Homme politique américain.                                                                               | 77  | (en)   |
| 5 août   | Ernst Zündel                  | Éditeur et négationniste allemand.                                                                       | 78  | (en)   |
| 6 août   | Nicole Bricq                  | Femme politique française.                                                                               | 70  |        |
| 6 août   | Betty Cuthbert                | Athlète australienne, quadruple championne olympique (1956, 1964).                                       | 79  | (en)   |
| 6 août   | Darren Daulton                | Joueur américain de baseball.                                                                            | 55  | (en)   |
| 6 août   | Jules Dufour                  | Géographe canadien.                                                                                      | 76  |        |
| 6 août   | Daniel McKinnon               | Joueur de hockey sur glace américain, médaillé d'argent aux Jeux olympiques d'hiver de 1956.             | 95  | (en)   |
| 6 août   | Jack Rabinovitch              | Homme politique et philanthrope canadien.                                                                | 87  | (en)   |
| 6 août   | Martin Roth                   | Historien et professeur d'université allemand.                                                           | 62  | (de)   |
| 7 août   | Don Baylor                    | Joueur américain de baseball.                                                                            | 68  | (en)   |
| 7 août   | Jean-Marie Berthier           | Poète français.                                                                                          | 77  |        |
| 7 août   | Haruo Nakajima                | Acteur japonais.                                                                                         | 88  |        |
| 8 août   | Zelimkhan Bakaev              | Chanteur russe.                                                                                          | 25  |        |
| 8 août   | Glen Campbell                 | Acteur, musicien et chanteur américain de musique country.                                               | 81  |        |
| 8 août   | Barbara Cook                  | Actrice et chanteuse américaine.                                                                         | 89  | (en)   |
| 8 août   | Max DePree                    | Homme d'affaires américain.                                                                              | 92  | (en)   |
| 8 août   | Dick MacPherson               | Entraîneur américain de football américain.                                                              | 86  | (en)   |
| 8 août   | Pēteris Plakidis              | Pianiste et compositeur letton.                                                                          | 70  | (lv)   |
| 8 août   | Rius                          | Écrivain et dessinateur mexicain.                                                                        | 83  | (es)   |
| 8 août   | Cathleen Synge Morawetz       | Mathématicienne canadienne.                                                                              | 94  | (en)   |
| 8 août   | Gonzague Saint Bris           | Écrivain français.                                                                                       | 69  |        |
| 8 août   | Jorge Zorreguieta             | homme politique argentin.                                                                                | 89  |        |
| 9 août   | Fritz Huber                   | Skieur alpin autrichien.                                                                                 | 86  | (de)   |
| 9 août   | Jean Vendome                  | Artiste joaillier français.                                                                              | 87  |        |
| 9 août   | Romdhan Chatta                | Acteur tunisien.                                                                                         | 77  |        |
| 10 août  | Ruth Pfau                     | Médecin et religieuse catholique allemande.                                                              | 87  | (en)   |
| 11 août  | Peter Bürger                  | Sociologue et professeur de littérature allemand.                                                        | 80  | (de)   |
| 11 août  | Yisrael Kristal               | Supercentenaire israélien.                                                                               | 113 |        |
| 11 août  | Terele Pávez                  | Actrice espagnole.                                                                                       | 78  | (es)   |
| 11 août  | Gerhard Storch                | Paléontologue et zoologue allemand.                                                                      | 78  | (de)   |
| 12 août  | Fatima Ahmed Ibrahim          | Militante des droits des femmes soudanaise.                                                              | 84  | (en)   |
| 12 août  | Zdravko Hebel                 | Joueur de water-polo yougoslave, champion aux Jeux olympiques d'été de 1968;                             | 74  | (cr)   |
| 12 août  | Bryan Murray                  | Entraîneur de hockey sur glace canadien.                                                                 | 74  | (en)   |
| 13 août  | Basilio Martín Patino         | Réalisateur espagnol.                                                                                    | 86  | (es)   |
| 13 août  | Joseph Bologna                | Acteur, scénariste, producteur et réalisateur américain.                                                 | 82  | (en)   |
| 14 août  | Robert de Caumont             | Homme politique français.                                                                                | 87  |        |
| 15 août  | Gunnar Birkerts               | Architecte américano-allemand.                                                                           | 92  | (de)   |
| 15 août  | Marie Depussé                 | Écrivaine et psychanalyste française.                                                                    | 81  |        |
| 15 août  | Vladimir Grigorieff           | Essayiste belge, vulgarisateur en philosophie et théologie                                               | 85  |        |
| 15 août  | Eberhard Jäckel               | Historien allemand.                                                                                      | 88  | (de)   |
| 15 août  | Jean-Pierre Lhomme            | Médecin et militant associatif français                                                                  | 68  |        |
| 15 août  | Jacqueline Monsigny           | Romancière, scénariste, actrice et animatrice de télévision française                                    | 86  |        |
| 15 août  | Diane Pearson                 | Romancière britannique                                                                                   | 85  | (en)   |
| 15 août  | Stephen Wooldridge            | Cycliste sur piste australien, champion aux Jeux olympiques d'été de 2004.                               | 39  | (en)   |
| 16 août  | Vera Glagoleva                | Actrice, scénariste, productrice et réalisatrice soviétique puis russe.                                  | 61  | (ru)   |
| 16 août  | Wayne Lotter                  | Acteur de la protection animale sud-africain.                                                            | 51  |        |
| 16 août  | David Somerset                | Homme politique et membre de la Chambre des lords britannique.                                           | 89  | (en)   |
| 17 août  | Sonny Landham                 | Acteur, réalisateur et politicien américain.                                                             | 76  | (en)   |
| 17 août  | Parker MacDonald              | Entraîneur et joueur professionnel canadien de hockey sur glace.                                         | 84  | (en)   |
| 17 août  | Fadwa Suleiman                | Actrice syrienne.                                                                                        | 47  |        |
| 18 août  | Sonny Burgess                 | Guitariste et chanteur de rock 'n' roll, rockabilly et country américain.                                | 86  | (en)   |
| 18 août  | Bruce Forsyth                 | Acteur, animateur de télévision et chanteur britannique.                                                 | 89  | (en)   |
| 18 août  | Vicente Iturat                | Cycliste sur route espagnol.                                                                             | 88  |        |
| 18 août  | Zoï Láskari                   | Actrice grecque.                                                                                         | 72  | (en)   |
| 18 août  | Tadayoshi Nagashima           | Homme politique japonais.                                                                                | 66  | (ja)   |
| 18 août  | Sergio Zaniboni               | Auteur italien de bande dessinée.                                                                        | 80  | (it)   |
| 19 août  | Abdelkebir M'Daghri Alaoui    | Avocat, professeur, juriste et homme politique marocain.                                                 | 75  |        |
| 19 août  | Brian Aldiss                  | Écrivain britannique de science-fiction.                                                                 | 92  | (en)   |
| 19 août  | Charles Bentley               | Glaciologue et géophysicien américain.                                                                   | 87  | (en)   |
| 19 août  | Salif Diallo                  | Homme politique burkinabé.                                                                               | 60  |        |
| 19 août  | Gérard Férey                  | Chimiste français.                                                                                       | 76  |        |
| 19 août  | Janusz Głowacki               | Écrivain, romancier et dramaturge polonais.                                                              | 78  |        |
| 19 août  | Karl Otto Götz                | Peintre allemand.                                                                                        | 103 | (de)   |
| 19 août  | Dick Gregory                  | Militant et humoriste américain.                                                                         | 84  | (en)   |
| 20 août  | Nicole Besnard                | Actrice française.                                                                                       | 89  |        |
| 20 août  | Velichko Cholakov             | Haltérophile bulgare et azeri, médaillé de bronze aux Jeux olympiques d'été de 2004.                     | 35  | (en)   |
| 20 août  | Margot Hielscher              | Chanteuse et actrice allemande.                                                                          | 97  | (en)   |
| 20 août  | Jerry Lewis                   | Humoriste, acteur, producteur et réalisateur de cinéma américain.                                        | 91  | (en)   |
| 20 août  | Colin Meads                   | Joueur néo-zélandais de rugby à XV.                                                                      | 81  |        |
| 21 août  | Réjean Ducharme               | Écrivain, dramaturge, scénariste et sculpteur canadien.                                                  | 76  |        |
| 21 août  | Dolorès Laga                  | Danseuse belge.                                                                                          | 86  |        |
| 21 août  | Thomas Meehan                 | Scénariste et acteur américain.                                                                          | 88  | (en)   |
| 21 août  | Christian Paul                | Joueur français de rugby à XV.                                                                           | 67  |        |
| 21 août  | Michel Plessix                | Dessinateur français.                                                                                    | 57  |        |
| 21 août  | Bajram Rexhepi                | Homme d'État kosovar.                                                                                    | 63  | (en)   |
| 22 août  | John Abercrombie              | Guitariste de jazz américain.                                                                            | 72  | (en)   |
| 22 août  | Alain Berberian               | Réalisateur et scénariste français.                                                                      | 64  |        |
| 22 août  | Tony deBrum                   | Homme politique marshallais.                                                                             | 72  | (en)   |
| 22 août  | Paquita Gorroño               | femme politique espagnole.                                                                               | 103 |        |
| 22 août  | Rishang Keishing              | Homme politique indien.                                                                                  | 96  | (en)   |
| 22 août  | Aloys Kontarsky               | Pianiste allemand.                                                                                       | 86  |        |
| 23 août  | Jeannie de Clarens            | Aristocrate et résistante française.                                                                     | 98  |        |
| 23 août  | Roger « Ronan » Leprohon (br) | Homme politique français.                                                                                | 78  |        |
| 23 août  | Jean Mathieu                  | Animateur, annonceur et comédien canadien.                                                               | 93  |        |
| 24 août  | Cecil D. Andrus               | Homme politique américain.                                                                               | 85  | (en)   |
| 24 août  | Jay Thomas                    | Acteur américain.                                                                                        | 69  | (en)   |
| 25 août  | Majoie Hajary                 | Pianiste et compositrice française de musique classique.                                                 | 96  |        |
| 26 août  | Dagobert Banzio               | Homme politique ivoirien.                                                                                | 60  |        |
| 26 août  | Dámaso González               | Matador et torero espagnol.                                                                              | 69  | (es)   |
| 26 août  | Tobe Hooper                   | Réalisateur de films d'horreur américain.                                                                | 74  | (en)   |
| 26 août  | Howard Kaminsky               | Éditeur américain.                                                                                       | 77  | (en)   |
| 26 août  | Grzegorz Miecugow             | Journaliste polonais.                                                                                    | 61  | (pl)   |
| 26 août  | Josef Musil                   | Joueur tchécoslovaque de volley-ball, médaillé d'argent et de bronze olympique (1964, 1968).             | 85  | (cs)   |
| 26 août  | Bernard Pomerance             | Dramaturge et poète américain.                                                                           | 76  | (en)   |
| 26 août  | Alan Root                     | Documentariste britannique.                                                                              | 80  | (en)   |
| 26 août  | Nanni Svampa                  | Chanteur, compositeur, interprète et acteur italien.                                                     | 79  | (it)   |
| 26 août  | Adam Wójcik                   | Basketteur polonais.                                                                                     | 47  | (en)   |
| 27 août  | Martin Dohou Azonhiho         | Homme politique béninois.                                                                                |     |        |
| 27 août  | Ahmed Mohammed Khan           | Footballeur indien.                                                                                      | 90  | (en)   |
| 27 août  | Maurice Marie-Sainte          | Prélat catholique martiniquais, archevêque émérite de Saint-Pierre et Fort de France.                    | 89  |        |
| 27 août  | Ebrahim Yazdi                 | Homme politique iranien.                                                                                 | 85  |        |
| 28 août  | Moukhammad Dandamaïev         | Historien soviétique puis russe.                                                                         | 88  |        |
| 28 août  | Mireille Darc                 | Actrice française.                                                                                       | 79  |        |
| 28 août  | Willie Duggan                 | Joueur irlandais de rugby à XV.                                                                          | 67  | (en)   |
| 28 août  | Tsutomu Hata                  | Homme politique japonais.                                                                                | 82  | (en)   |
| 28 août  | David Torrence                | Athlète américain.                                                                                       | 31  | (en)   |
| 29 août  | Janine Charrat                | Danseuse, chorégraphe et directrice de ballet française.                                                 | 93  |        |
| 29 août  | Angélique Duchemin            | Boxeuse française.                                                                                       | 26  |        |
| 29 août  | Adel Hakim                    | Acteur, metteur en scène et dramaturge français.                                                         | 63  |        |
| 29 août  | Harold Hurley                 | Joueur canadien de hockey sur glace, médaillé d'argent aux Jeux olympiques d'hiver de 1960.              | 87  | (en)   |
| 29 août  | Léon Konan Koffi              | Homme politique ivoirien.                                                                                | 88  |        |
| 30 août  | Elmer Acevedo                 | Footballeur international salvadorien.                                                                   | 68  | (es)   |
| 30 août  | Marjorie Boulton              | Femme de lettres britannique.                                                                            | 93  | (en)   |
| 30 août  | Louise Hay                    | Écrivain américain.                                                                                      | 90  |        |
| 30 août  | Károly Makk                   | Cinéaste hongrois.                                                                                       | 91  |        |
| 30 août  | Timothy Mickelson             | Rameur d'aviron américain, médaillé d'argent aux Jeux olympiques d'été de 1972.                          | 68  | (en)   |
| 30 août  | Sumiteru Taniguchi            | Survivant du bombardement atomique de Nagasaki. Militant pour le désarmement nucléaire.                  | 88  |        |
| 31 août  | Richard Anderson              | Acteur américain.                                                                                        | 91  |        |
| 31 août  | Monique Aubry                 | Actrice canadienne.                                                                                      | 95  |        |
| 31 août  | Janne Carlsson                | Acteur et musicien suédois.                                                                              | 80  | (sv)   |
| 31 août  | Jacques Dodeman               | Éditeur français.                                                                                        | 92  |        |
| 31 août  | Egon Günther                  | Réalisateur et écrivain allemand.                                                                        | 90  | (de)   |
| 31 août  | Dirk Hafemeister              | Cavalier de saut d'obstacles allemand, champion olympique par équipes aux Jeux olympiques d'été de 1988. | 59  | (de)   |
| 31 août  | Novella Nelson                | Actrice américaine.                                                                                      | 78  | (en)   |